# Serviço Bolivariano de Inteligência Nacional
O Serviço Bolivariano de Inteligência Nacional (espanhol: Servicio Bolivariano de Inteligencia Nacional), SEBIN, é a principal agência de inteligência na Venezuela. Ela foi criada em março de 1969 com o nome de DISIP, a Dirección Nacional de los Servicios de Inteligencia y Prevención ("Direção dos Serviços de Inteligência e de Prevenção"), pelo então presidente Rafael Caldera, substituindo a Dirección General de Polícia (DIGEPOL). A SEBIN é uma força de segurança interna subordinada ao Ministério do Poder Popular para o Interior, Justiça e Paz.

## Antecedente
A polícia política da Venezuela tem um longo histórico de violações aos direitos humanos, desde a sua fundação como a polícia linha-dura do ditador Marcos Pérez Jiménez, que estava encarregada de torturar os chamados "inimigos do Estado", até ao seu papel como base de operações contra os favoráveis à Revolução de Cuba em serviço da Agência Central de Inteligência (CIA) e exilados Cubanos, como Luis Posada Carriles (que chefiou a divisão de contra-inteligência), às recentes denúncias de tortura e assassinato de opositores políticos. Nos relatórios, de 1997 e 1998, da Anistia Internacional, são detalhadas violações de direitos humanos pela DISIP, incluindo a detenção ilegal de Bolivar ativistas de direitos humanos.

## Criação da SEBIN

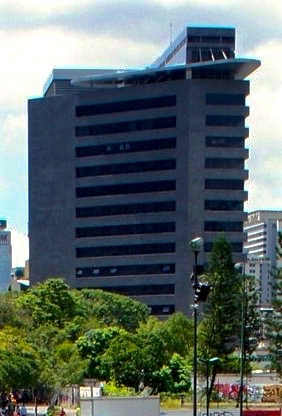
Sede da SEBIN, chamado de "O Túmulo", em Caracas.

Em 1999, o Presidente Hugo Chávez começou a reestruturação da DISIP, com os comandantes e os analistas sendo selecionados pelos seus atributos políticos e rumores de alguns grupos civis armados obtendo credenciais de tais ações. Um comissário aposentado da SEBIN explicou que começou a haver "relatórios parciais e incompletos, sob medida para os ouvidos novos, que começaram a se proliferar e, em última análise, afeta a capacidade da instituição para processar a informação e saber o que acontece". Em 4 de dezembro de 2009, o Presidente Chávez, durante uma cerimônia de posse para o alto comando da recém-criada Polícia Nacional Bolivariana (Polícia Nacional Bolivariana), anunciou a mudança do nome da DISIP, com efeito imediato, para Serviço Bolivariano de Inteligencia, ou SEBIN.
A reestruturação do SEBIN foi concluída em 2013 com uma de suas metas para garantir-se a continuidade e a consolidação da Revolução Bolivariana no poder". No início dos Protestos na Venezuela em 2014-15, agentes da SEBIN abriram fogo sobre os manifestantes que resultou na morte de dois e a demissão do Brigadeiro Manuel Gregorio Bernal Martinez dias mais tarde.
Sob a presidência de Nicolas Maduro, um edifício que foi criado originalmente para ser uma estação de metro e escritórios no Plaza Venezuela foi convertido em sede da SEBIN. Apelidado como "La Tumba" ou "O Túmulo" pelas autoridades Venezuelanas, presos políticos são supostamente mantidos cinco andares subterrâneos em condições desumanas abaixo da temperatura de congelamento e sem ventilação, de saneamento ou de luz solar. As celas são de dois por três metros, que tem uma cama de cimento, câmeras de segurança e portas reforçadas, com cada célula alinhados um ao lado do outro, portanto não existem interações entre os prisioneiros. Tais condições têm feito os prisioneiros ficarem muito doentes, e a eles é negado atendimento médico. as denúncias de tortura "no Túmulo", especificamente tortura branca, são também comuns, com alguns prisioneiros tentando cometer suicídio. Tais condições, de acordo com a ONG Justiça e Processo são a força de prisão para confessar-se culpado de crimes de que são acusados.

## Acusações de crimes contra a humanidade
A Sebin foi citada como um dos órgãos que praticam crimes contra a humanidade. Conforme um relatório da ONU mostra o papel da Sebin "na execução de um plano orquestrado pelo presidente Nicolás Maduro e outras autoridades de alto nível para reprimir a oposição ao governo, inclusive cometendo torturas extremamente graves, o que constitui crimes contra a humanidade" 